# Huerga del Río
Huerga del Río es una localidad del municipio de Carrizo, en la provincia de León, Comunidad Autónoma de Castilla y León (España).

## Situación
Se encuentra al N de Quiñones del Río, al S de La Milla del Río, al NE de Armellada y al NO de Alcoba de la Ribera.

## Demografía
Evolución de la población
| Gráfica de evolución demográfica de Huerga del Río entre 2000 y 2017 |
|                                                                      |
| Población de derecho (2000-2017) según el padrón municipal del INE   |